# Junglee (empresa)
Junglee.com é um serviço de compras on-line fornecido pela Amazon que permite aos clientes encontrar e descobrir produtos de linha e varejistas off-line na Índia. Junglee.com começou como um banco de dados virtual que foi usado para extrair informações da Internet e entregá-lo para aplicações empresariais. À medida que progredia, Junglee.com começou a usar sua tecnologia de banco de dados para criar um mercado de janela única na internet, tornando cada item de cada fornecedor disponível para compra, economizando tempo para consumidores e empresas. 
A Amazon.com adquiriu Junglee em 1998, e Junglee.com foi lançado na Índia em Fevereiro de 2012 como um site de comparação de compras. Hoje, ele funciona como um site de pesquisa para compras, possuindo grande variedade de produtos como roupas, eletrônicos, brinquedos, jóias, jogos de vídeo e muito mais em milhares de vendedores on-line e off-line. Os clientes podem navegar através de milhões de produtos, escolher o produto e preço que eles gostam e, em seguida, ser direcionado para o vendedor que está vendendo esse produto específico.